# Ngoại giao bẫy nợ
Ngoại giao bẫy nợ là một thuật ngữ được sử dụng như lời chỉ trích chính sách ngoại giao của chính phủ Trung Quốc. Những lời chỉ trích tuyên bố Trung Quốc cố tình mở rộng tín dụng quá mức cho một quốc gia con nợ khác với ý định lấy lại bằng các nhượng bộ kinh tế hoặc chính trị từ quốc gia con nợ khi họ không thể thực hiện nghĩa vụ nợ của mình (thường là cho vay dựa trên tài sản, với tài sản bao gồm cả cơ sở hạ tầng). Các điều kiện của các khoản vay thường không được công khai và tiền vay thường được sử dụng để trả cho các nhà thầu từ quốc gia chủ nợ.

## Miêu tả
Thuật ngữ 'ngoại giao bẫy nợ' được đặt ra sau khi đầu tư nước ngoài của Trung Quốc gia tăng ở các nước khác. Gần đây các nhà phân tích trên các phương tiện truyền thông tiếng Anh thường tham khảo thuật ngữ liên quan đến chính sách đối ngoại của Trung Quốc, đặc biệt là dưới thời ông Tập Cận Bình, Tổng Bí thư Đảng Cộng sản Trung Quốc kể từ năm 2012. Tập đã mở rộng viện trợ nước ngoài của Trung Quốc, đầu tư cơ sở hạ tầng, tham gia vào lĩnh vực năng lượng và kết nối với nhau. Trung Quốc là một nhà lãnh đạo thế giới về phát triển cơ sở hạ tầng, đã trải qua sự tăng trưởng kinh tế nhanh chóng kể từ khi cải cách và mở cửa dưới thời Đặng Tiểu Bình do chiến lược phát triển dựa trên cơ sở hạ tầng. Chính sách này được coi là ngoại giao bẫy nợ vì một khi các nền kinh tế mắc nợ không trả được các khoản vay, họ được cho là bị áp lực phải hỗ trợ lợi ích địa chiến lược của Trung Quốc. Ví dụ, một số nhà bình luận cho rằng Trung Quốc đang củng cố các chế độ đàn áp theo cách thức chủ nghĩa tân cổ điển thông qua các khoản vay lãi suất cao, với mục tiêu ép buộc các nước này một khi họ mặc định để họ phù hợp với Trung Quốc trong các vấn đề chiến lược và quân sự quan trọng. Trung Quốc đã bị cáo buộc yêu cầu đàm phán bí mật dẫn đến việc định giá không cạnh tranh đối với các dự án mà đấu thầu phải đến các công ty nhà nước hoặc liên kết của Trung Quốc có giá cao hơn đáng kể so với mức phí trên thị trường mở và phải đấu thầu.
Thuật ngữ này đã được sử dụng để mô tả các hoạt động cho vay của Trung Quốc với một số nước đang phát triển. Các nhà phê bình thực hành cho vay của Trung Quốc cho rằng nhiều khoản vay liên quan đến Sáng kiến Vành đai và Con đường của Trung Quốc để xây dựng các dự án cơ sở hạ tầng sử dụng các nhà thầu Trung Quốc ở các nước đang phát triển có vị trí chiến lược là một loại ngoại giao bẫy nợ. Các nhà phê bình ở mỗi phương Tây, Ấn Độ, và châu Phi  cũng chỉ trích các điều kiện bí mật của các khoản vay cũng như lãi suất cao của họ. Một ví dụ là khoản vay năm 2006 được trao cho Tonga, quốc gia tìm cách cải thiện cơ sở hạ tầng. Từ năm 2013 đến 2014, quốc gia này đã phải chịu một cuộc khủng hoảng nợ kể từ khi Ngân hàng Xuất nhập khẩu Trung Quốc, ngân hàng cho vay các khoản nợ, đã không cho nước này hoãn nợ. Các khoản vay chiếm đến 44 phần trăm GDP của Tonga.
Các nhà phân tích phương Tây đã cho rằng chính sách ngoại giao bẫy nợ của Trung Quốc có thể che giấu ý định bá quyền và thách thức đối với chủ quyền của các quốc gia. Chính sách này cũng bị cáo buộc áp đặt các giao dịch tài chính và thương mại không công bằng vì các quốc gia thiếu tiền mặt không thể từ chối tiền của Bắc Kinh.